# 明天 再見
《明天 再見》（日语：また あした）是Every Little Thing在2003年11月12日公開的第25首單曲作品。

## 收錄樂曲
- 明天 再見
- 一天的開始…
- 幸福的風景
- 明天 再見（Instrumental）
- 一天的開始…（Instrumental）
- 幸福的風景（Instrumental）